# Bal maturalny III: Ostatni pocałunek
Bal maturalny 3: Ostatni pocałunek (oryg. Prom Night III: The Last Kiss) – horror filmowy produkcji kanadyjskiej z 1990. Drugi sequel Balu maturalnego Paula Lyncha.
Mary Lou, zamordowana przed laty królowa balu maturalnego z roku 1957, ucieka z piekła, by ponownie siać spustoszenie w Hamilton High.